# Équipe d'Algérie de football à la Coupe arabe 1988
 (février 2024).
Si vous disposez d'ouvrages ou d'articles de référence ou si vous connaissez des sites web de qualité traitant du thème abordé ici, merci de compléter l'article en donnant les références utiles à sa vérifiabilité et en les liant à la section « Notes et références ».
Cet article relate le parcours de l’Équipe d'Algérie de football (l'equipe universitaire) lors de la phase finale  Coupe arabe des nations de football 1988 organisée en Jordanie du 8 juillet 1988 au 21 juillet 1988.

## Phase de poules

### Groupe A
| Équipe   | J | V | N | D | BP | BC | Dif | Pts |
| -------- | - | - | - | - | -- | -- | --- | --- |
| Jordanie | 4 | 2 | 1 | 1 | 4  | 2  | +2  | 5   |
| Syrie    | 4 | 2 | 1 | 1 | 4  | 4  | 0   | 5   |
| Algérie  | 4 | 1 | 2 | 1 | 3  | 3  | 0   | 4   |
| Koweït   | 4 | 1 | 1 | 2 | 2  | 3  | -1  | 3   |
| Bahreïn  | 4 | 0 | 3 | 1 | 2  | 3  | -1  | 3   |

| 8 juillet 1988 | Syrie       | 1-1 | Algérie         | Stade international d'Amman, Amman |             |
|                | Jakalan 31e |     | Hadj Adlane 62e | Arbitrage :                        | Arbitrage : |

| 10 juillet 1988 | Algérie | 0-0 | Bahreïn | Stade international d'Amman, Amman |
|                 |         |     |         | Arbitrage :                        |

| 12 juillet 1988 | Algérie         | 1-0 | Koweït | Stade international d'Amman, Amman |             |
|                 | Hadj Adlane 32e |     |        | Arbitrage :                        | Arbitrage : |

| 14 juillet 1988 | Jordanie                | 2-1 | Algérie      | Stade international d'Amman, Amman |             |
|                 | Yadaje 61e · Muneim 75e |     | El-Groud 74e | Arbitrage :                        | Arbitrage : |

### Effectif
Kourifa Rabah (USK Alger), Djamel Chater (AM Ain-Mlila), Omar Belatoui (MP Oran), Said Hamani (JS Bordj-Menaiel), Nabil Zeghdoud (MO Constantine), ??
Noureddine Bounaas (MO Constantine), Lotfi Manaa (USM Annaba), Moussa Saib (JSM Tiaret), Tarek Hadj Adlane (jSK Alger), Rachid El Groud (MO Constantine)
Entraineurs: Nordine Saadi, Abdelmalek Arraoui